# Sveva del Balzo

Das Wappen der Familie del Balzo

Sveva del Balzo (* 1305; † 1366) war eine italienische Adelige.

## Leben
Sveva del Balzo war die Tochter von Ugo und Jacopa della Marra und die Schwester von Raimondo.
1330 heiratete sie Roberto Orsini (1295–1345), den ältesten Sohn von Romano/Romanello, dem ersten Grafen von Nola, sowie Anastasia de Montfort, der Tochter von Guido, Graf von Soana und Nola, und Margherita Aldobrandeschi, Erbgräfin von Soana.
Aus dieser Ehe ging Nicola hervor, dessen Sohn Raimondello von seinem Onkel Raimondo den Feudalbesitz der Familie Del Balzo erbte und somit die Familie Del Balzo Orsini begründete. Sveva verstarb im Jahr 1366.